# Kem phô mai
Kem phô mai, còn gọi là kem queso hoặc kem keso, là một loại kem của người Philippines được chế biến bằng cách sử dụng phô mai cheddar. Đây là một trong những hương vị kem phổ biến nhất của món kem sorbetes truyền thống (thường được nhuộm màu vàng sáng), và nguyên liệu bao gồm muỗng kem khoai mỡ tím, vani và sô cô la trong một cái que kem ốc quế.
Món này người Philippines thường ăn dưới dạng bánh kẹp kem với bánh mì cuộn pandesal, hoặc được làm với hạt ngô (một cặp món tráng miệng phổ biến ở Philippines được gọi là mais con queso).